# Lance Stroll
Lance Strulovitch, mais conhecido como Lance Stroll (Montreal, 29 de outubro de 1998) é um automobilista canadense que atua na Fórmula 1 pela equipe Aston Martin. Estreou na categoria em 2017 na equipe Williams, tendo se juntado à Racing Point, equipe comprada por seu pai Lawrence Stroll, em 2019, e permanecendo nela até sua renomeação para Aston Martin em 2021. Anteriormente, foi campeão da Fórmula 3 Europeia em 2016, campeão da Toyota Racing Series em 2015 e campeão da temporada inaugural da Fórmula 4 Italiana, em 2014. É ex-membro da Ferrari Driver Academy e da Academia de pilotos da Williams.

## Biografia
Lance Strulovich é filho de Claire-Anne Stroll (nascida Callens), estilista belga dona da grife Callens, e de Lawrence Stroll, empresário da indústria de roupas, que é proprietário do circuito de Mont-Tremblant e coproprietário da fabricante de carros Aston Martin e da equipe de Fórmula 1 Aston Martin F1 Team (antiga Racing Point). Seus pais são divorciados, e Lance tem uma madrasta brasileira, a modelo Raquel Diniz, que se casou com Lawrence em 2020. Tem uma irmã mais velha chamada Chloe, que é casada com o snowboarder australiano Scotty James. Lance é descendente de judeus russos por parte de seu pai, e de belgas por parte de sua mãe. O piloto tem dupla cidadania, podendo escolher entre correr com a licença canadense e a belga. Lance fala inglês, francês, flamengo e alemão.
Lance nasceu e cresceu em Montreal, no Canadá, onde viveu até os doze anos, quando se mudou para Genebra, na Suíça. Nas horas vagas, ele pratica esqui, golfe, surfe, mountain bike, e acompanha o time de futebol New York Giants e a equipa de hóquei Montreal Canadiens.
Lance é judeu, mas não se considera religioso, embora siga a rotina da sua religião. O piloto é tratado por seus críticos como o símbolo do elitismo na Fórmula 1, rótulo que foi intensificado após seu pai Lawrence comprar a Force India, rebatizá-la de Racing Point e depois de Aston Martin, e colocá-lo na vaga que era de Esteban Ocon em 2019. Sobre isso, Lance afirma que só tem vantagens em ter um pai bilionário que financia sua carreira, mas apontou que tem capacidade de triunfar por méritos próprios, destacando seus títulos na base e frisando que se não fosse tão bom, teria chegado em último, mesmo com os investimentos de seu pai.
Em 2022, Lance teve relacionamento com a modelo italiana Sara Pagliaroli. Posteriormente, em dezembro de 2023, ele assumiu relacionamento com a modelo canadense Marilou Belanger.

## Carreira
A sua primeira experiência com karts foi aos oito anos, por diversão. Com dez, começou a competir profissionalmente, vencendo diversos campeonatos canadenses. Aos onze, ele já era membro da Ferrari Driver Academy, e Stroll competiu no cartismo até 2013.
Em seu primeiro ano nos monopostos, em 2014, participou da temporada inaugural da Fórmula 4 Italiana pela equipe Prema Powerteam, com Stroll sendo dominante ao alcançar sete vitórias e 14 pódios em 18 corridas disputadas. Mesmo faltando à rodada final em Ímola, Stroll foi campeão com uma vantagem de 94 pontos sobre Mattia Drudi.

Em 2015, faturou a Toyota Racing Series, torneio de verão na Nova Zelândia, ao acumular quatro vitórias e dez pódios em quinze corridas. Mesmo sem ser o maior vencedor da temporada, afinal, seu companheiro de equipe Brandon Maïsano venceu cinco vezes, Stroll foi superior ao francês, tendo 108 pontos de distância para ele, que foi o vice.

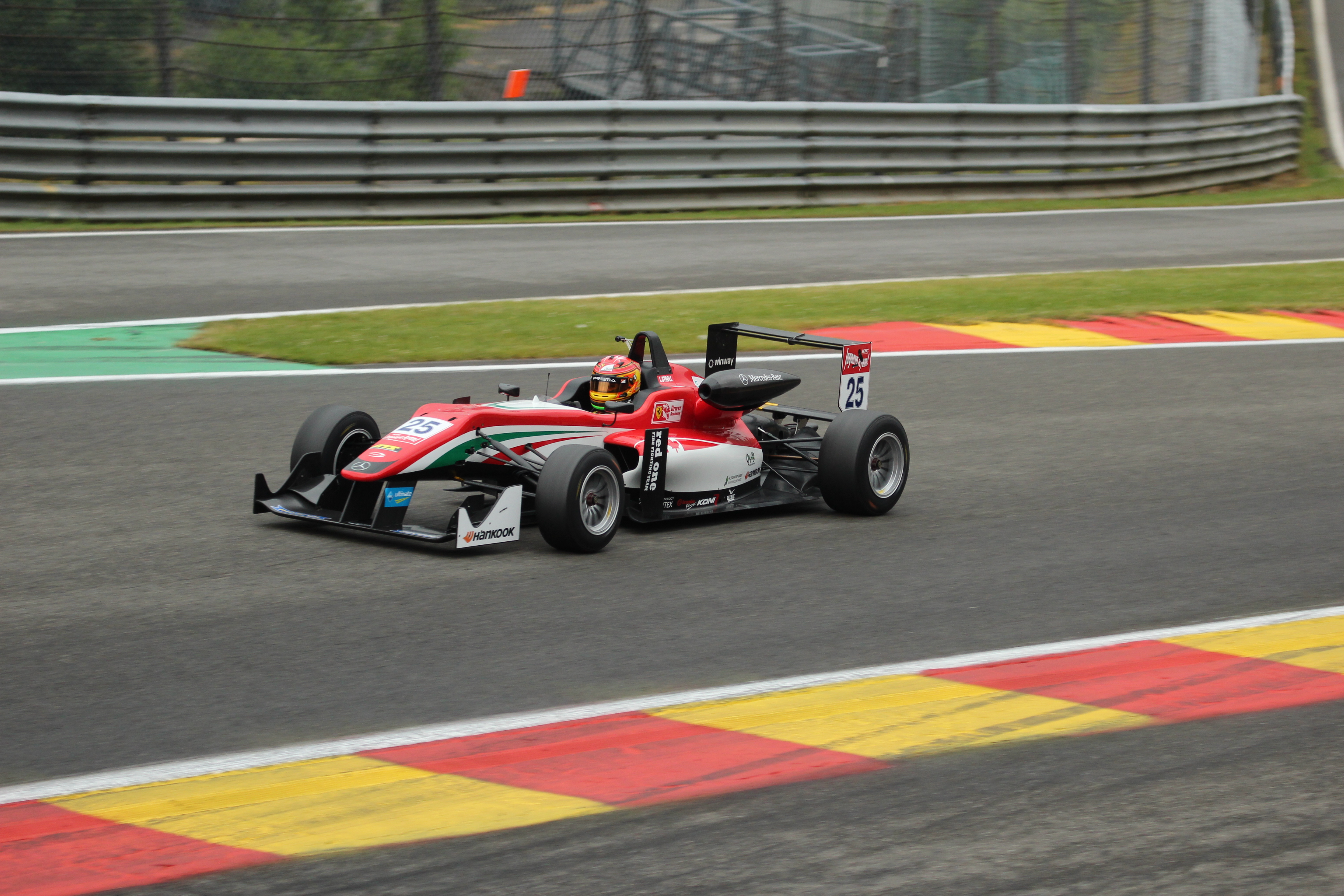
Lance Stroll durante a corrida em Spa na Fórmula 3 Europeia

Posteriormente, ele estreou na F3 Europeia pela Prema, tendo Felix Rosenqvist e Jake Dennis como companheiros regulares. Foi uma temporada difícil para Stroll, que se viu atrás de seus companheiros e provocou acidentes graves, como o o de Monza, no qual ele bateu em Antonio Giovinazzi enquanto disputava pela liderança da prova, capotou várias vezes e foi desclassificado, e o de Spa-Francorchamps, que ele tirou Rosenqvist e Mikkel Jensen da prova e acabou sendo banido. O canadense conseguiu vencer uma vez em Hockenheim, terminando a temporada em quinto, com 231 pontos, mais de cem pontos atrás do quarto colocado Charles Leclerc e bem distante de seus companheiros Dennis (terceiro colocado) e Rosenqvist, o campeão da temporada.
Em 2016, seguiu na F3-Euro com a Prema, tendo Nick Cassidy, Ralf Aron e Maximilian Günther como seus companheiros. Stroll sagrou-se campeão da categoria continental, de forma antecipada, com a impressionante campanha de 14 vitórias e 20 pódios em 30 provas. Stroll fez 507 pontos, superando o vice-campeão Maximilian Günther por 187 pontos de vantagem, e também ficou à frente de futuros colegas da F1, como George Russell, Guanyu Zhou, Nikita Mazepin e Lando Norris. Mas a trajetória de Stroll na F3 Europeia também teve polêmicas, com adversários como Russell acusando a Prema de ter feito jogos de equipe para beneficiar Stroll, nos quais a equipe teria feito com que seus companheiros desacelerassem e permitissem que o canadense os ultrapassasse durante as corridas. Isso teria ocorrido com Nick Cassidy em uma prova na França, na qual o neozelandês liderava, mas Stroll o ultrapassou rumo à vitória. Cassidy se justificou dizendo que cometeu um erro com a marcha do carro, mas o britânico, que tinha sido terceiro colocado nessa prova, insistiu que essas ordens de equipe estavam "arruinando" a reputação do campeonato.
Stroll deixou a Ferrari Driver Academy para ingressar no programa de desenvolvimento da Williams, ao fim de 2015, tornando-se piloto reserva do time em 2016. A saída foi uma surpresa, já que o pai é apaixonado pela escuderia italiana, tendo patrocinado o time na época de Michael Schumacher, além de ter uma das maiores coleções de carros da montadora de Maranello do mundo. Lance esteve perto de fazer sua estreia pela Sauber, já que seu pai chegou a negociar a compra da equipe suíça. Mas essa mudança para a Williams aconteceu por conta de uma proposta da equipe britânica, que estava muito interessada nos investimentos do Stroll, por isso quis ter Lance como um de seus pilotos titulares na F1.

## Fórmula 1

### Williams (2017–2018)

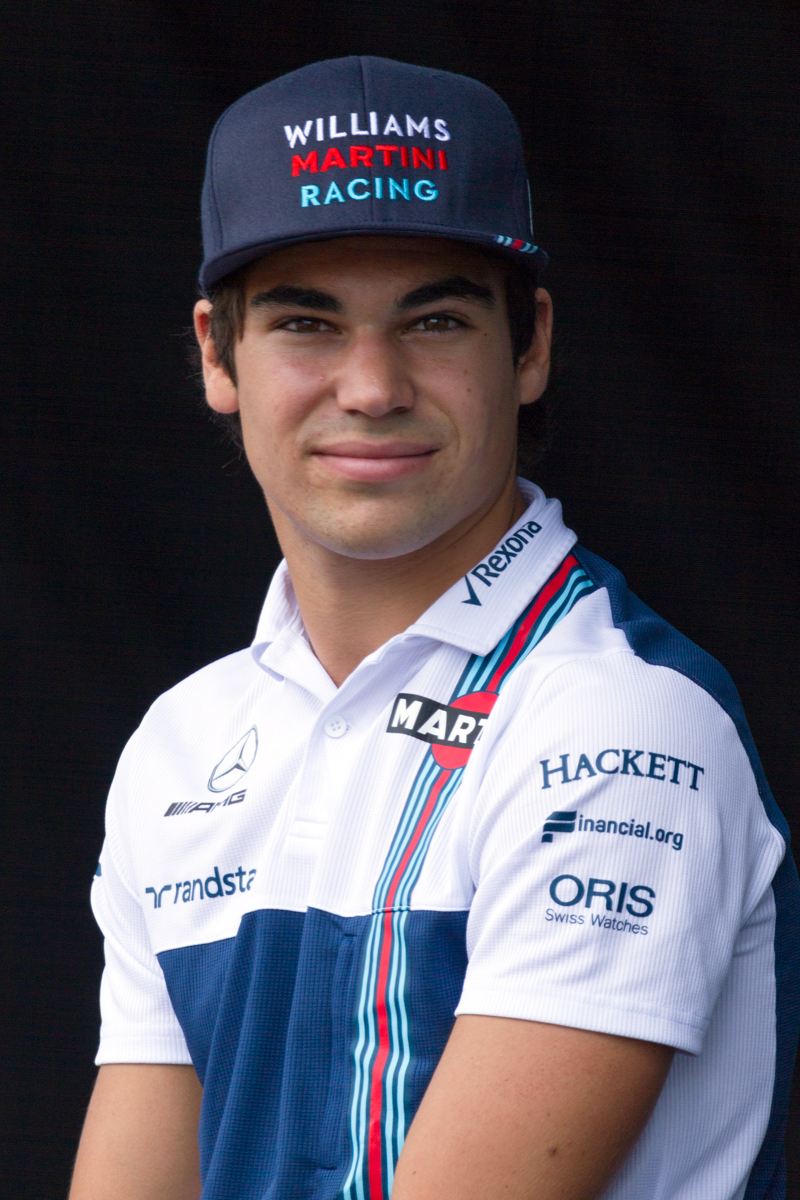
Lance Stroll em 2017

Stroll já estava acertado para correr na Williams desde o início de 2016, mas seu anúncio oficial teve que esperar até o dia 31 de outubro, data do décimo oitavo aniversário de Stroll, por conta do patrocínio da Martini, marca de bebidas alcoólicas. Assim, no dia 3 de novembro de 2016, Stroll foi confirmado como piloto da equipe Williams para temporada de 2017 da Fórmula 1, sendo o substituto de Felipe Massa, que anunciou, em setembro, a sua aposentadoria na Fórmula 1. Para a surpresa de muitos, a Mercedes, campeã da competição no ano anterior, anunciou no dia 16 de Janeiro de 2017 a contratação do piloto Valtteri Bottas, que substituiu o campeão da Fórmula 1 de 2016, Nico Rosberg que, repentinamente, anunciou sua aposentadoria das pistas. Por conta disso, Felipe Massa desistiu de sua aposentadoria e a Williams anunciou a volta do piloto a equipe para a temporada de 2017. Da importância pessoal de estrear na F1, Stroll também acaba com uma sequência de seu país, desde a saída conturbada de Jacques Villeneuve no meio da temporada 2006, o Canadá não teve nenhum representante na categoria máxima do automobilismo.

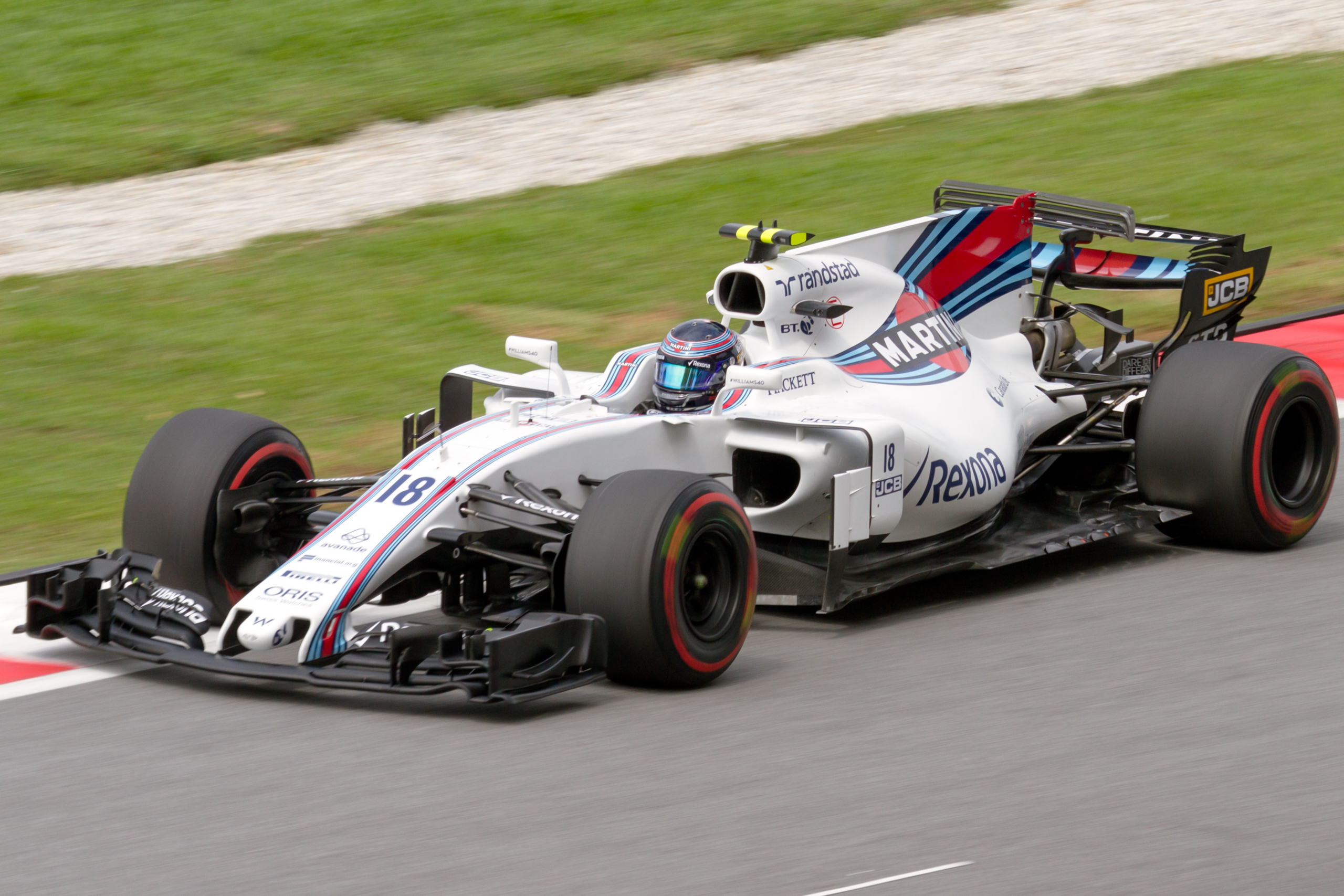
Stroll pilotando a Williams em 2017

Stroll marcou seus primeiros pontos na categoria, justamente em casa no Grande Prêmio do Canadá de 2017 ao chegar na nona colocação. No dia 25 de junho de 2017, Stroll conquistou seu primeiro pódio da carreira no Grande Prêmio do Azerbaijão de 2017 e se tornou o mais jovem estreante a subir no pódio aos 18 anos e 239 dias, ele largou da oitava posição no grid, sua melhor performance em classificação pela primeira vez, e subiu enquanto seus rivais enfrentavam problemas. Stroll acabou sendo perseguido por Valtteri Bottas, na fase final e foi superado na reta de chegada, mas ainda assim conseguiu terminar na terceira posição. Além do pódio, Stroll foi eleito o "Piloto do Dia". Ele encerrou sua temporada de estreia na 12ª posição, com 40 pontos, fazendo apenas três a menos do que Massa, que ficou uma posição acima dele na tabela.
Em 2018, Stroll se despediu de Massa, que se aposentou definitivamente da Fórmula 1, e viu o russo Sergey Sirotkin assumir a vaga. A Williams teve uma queda brutal de desempenho, sendo a pior equipe da temporada, com Stroll pontuando apenas nas etapas do Azerbaijão, na qual alcançou o oitavo lugar, e da Itália, na qual ele ficou em nono. Stroll acumulou seis pontos, sendo o 18º no campeonato de pilotos, e ficou duas posições acima de Sirotkin, o vigésimo e último colocado, que só fez um ponto em Monza. Mas Sirotkin superou Stroll nas classificações e ainda ficou à frente em oito das dezessete corridas que ambos completaram.

### Racing Point (2019–2020)

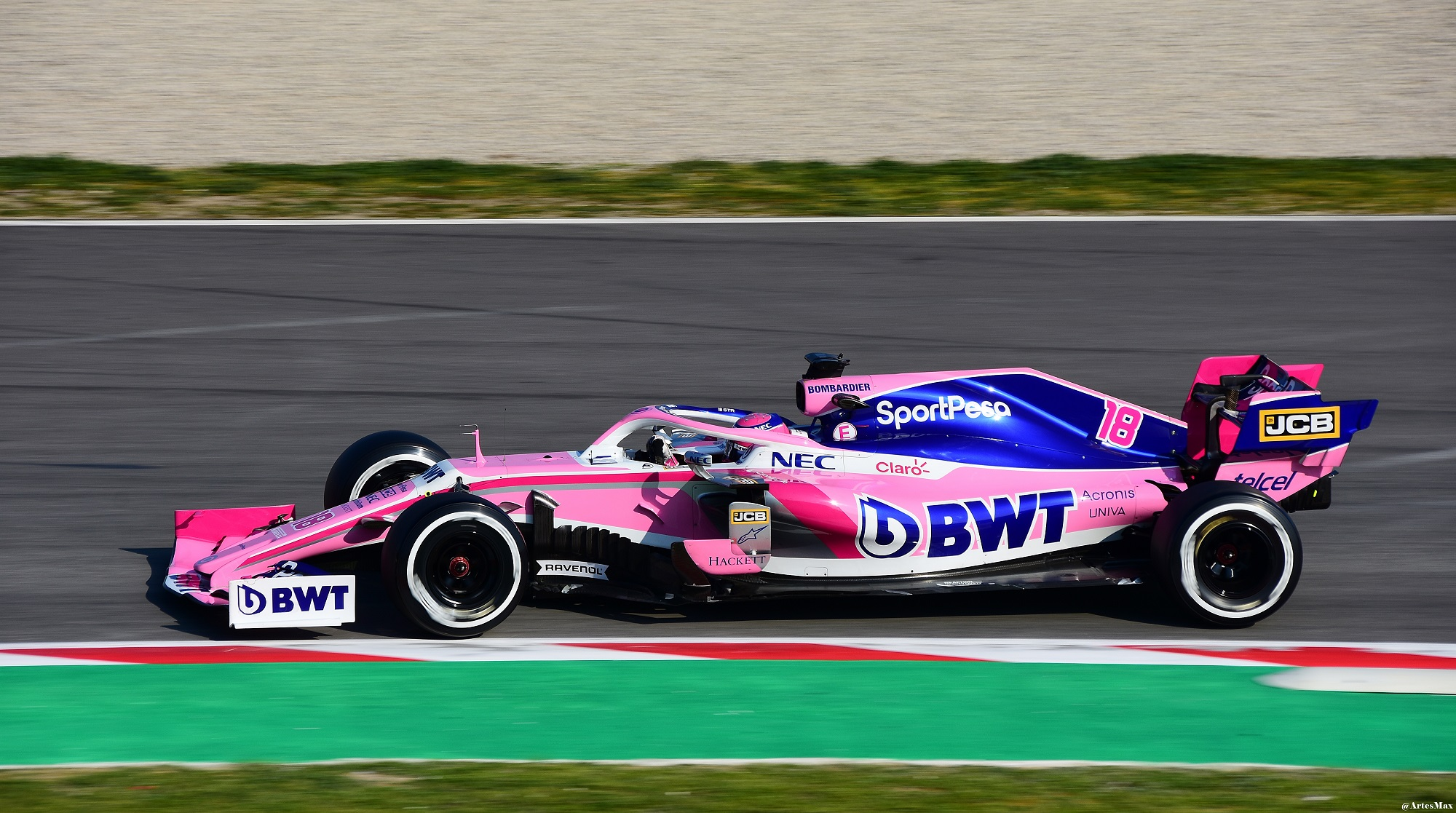
Stroll nos testes de pré-temporada de 2019

Em 30 de novembro de 2018, a Racing Point — equipe formada após Lawrence Stroll comprar os ativos de corrida da Force India, que estava em administração judicial — anunciou Lance Stroll como piloto titular para a disputa da temporada de 2019 como companheiro do mexicano Sergio Pérez. Stroll pontuou em seis das 21 corridas do ano, tendo como melhor resultado um quarto lugar na Alemanha. Ele terminou o ano em 15º, com 21 pontos, computando menos da metade da pontuação alcançada por Pérez, que ficou cinco posições acima do canadense na tabela, e ainda o derrotou em classificações, largando 18 vezes à frente de Stroll nas 21 provas da temporada.
Em 14 de novembro de 2020, Stroll conquista sua primeira pole position da carreira na Fórmula 1 no Grande Prêmio da Turquia de 2020. Nessa temporada, ele teve um bom início, chegando a ser o quarto colocado no mundial de pilotos, e também teve dois terceiros lugares, mas perdeu terreno ao longo da competição e foi o 11º, com 75 pontos. Ele foi novamente superado por Pérez, que também teve dois pódios, mas eles foram um segundo lugar na Turquia e uma vitória em Sahkir, o que colocou o mexicano na quarta colocação, com 50 pontos a mais que Stroll. O canadense ainda teve que se ausentar de uma prova por ter contraído COVID-19, sendo substituído por Nico Hulkenberg. Ao final da temporada, Stroll classificou seu ano como "bom", mas com várias "oportunidades perdidas".

### Aston Martin (2021–)

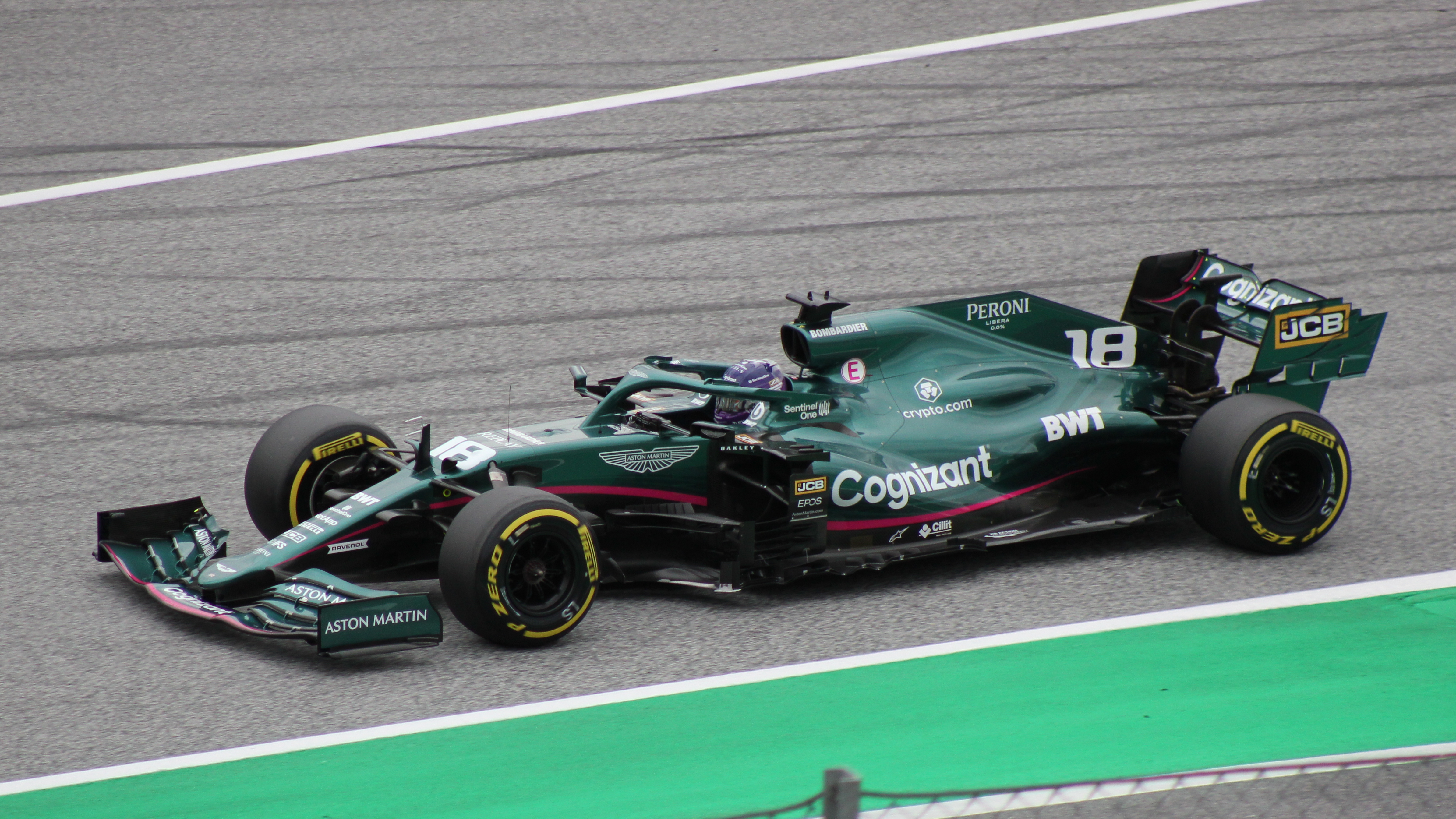
Stroll no Grande Prêmio da Áustria de 2021

Em 31 de janeiro de 2020, foi anunciado que Lawrence Stroll liderou um consórcio para investir 182 milhões de libras na Aston Martin em troca de 25% de participação na empresa. Com isso, a equipe Racing Point foi rebatizada para Aston Martin em 2021, com Lance permanecendo na equipe para a disputa das temporadas subsequentes.
Para 2021, a equipe dispensou Sergio Pérez e contratou Sebastian Vettel, tetracampeão mundial, para ser o novo companheiro de Stroll. O canadense teve como melhor resultado um sexto lugar no Catar, e foi o 13º colocado, com 34 pontos, tendo nove a menos do que Vettel, que ficou uma posição acima dele no campeonato de pilotos.
2022 foi o ano em que Vettel anunciou sua aposentadoria da F1, e Stroll voltou a ter um sexto lugar como melhor resultado, mas obtendo isso na prova de Singapura. O canadense foi mais consistente que Vettel, mas este o superou nos pontos, especialmente após obter um pódio no Azerbaijão. Vettel também largou mais vezes à frente de Stroll, com o placar sendo de 13 x 9 a favor do tetracampeão, e ficou na frente dele em 10 das 19 provas que ambos completaram. Stroll encerrou o ano em 15º, com 18 pontos, ficando uma posição abaixo do alemão.
Em 2023, Stroll ganhou um novo colega de equipe, o bicampeão Fernando Alonso, que vinha da Alpine. Stroll teve como melhor resultado um quarto lugar na Austrália, mas ficou atrás de Alonso em todos os aspectos, com o espanhol largando à frente dele em 18 ocasiões, contra apenas 3 vezes em que Stroll largou acima de Alonso. Lance fechou o ano em décimo lugar, a sua melhor classificação na sua carreira da F1, e fez 74 pontos, um a menos do que ele alcançou em 2020. Mas ele ficou seis posições abaixo de Alonso, que fez 132 pontos a mais. Nesse ano, Stroll ainda se mostrou mais zangado e impaciente, tendo sido filmado empurrando um dos mecânicos de sua equipe após não conseguir passar do Q1 no GP do Catar, e dado respostas monossilábicas durante a entrevista obrigatória para a imprensa. Após ser advertido pela FIA, o piloto se desculpou publicamente.

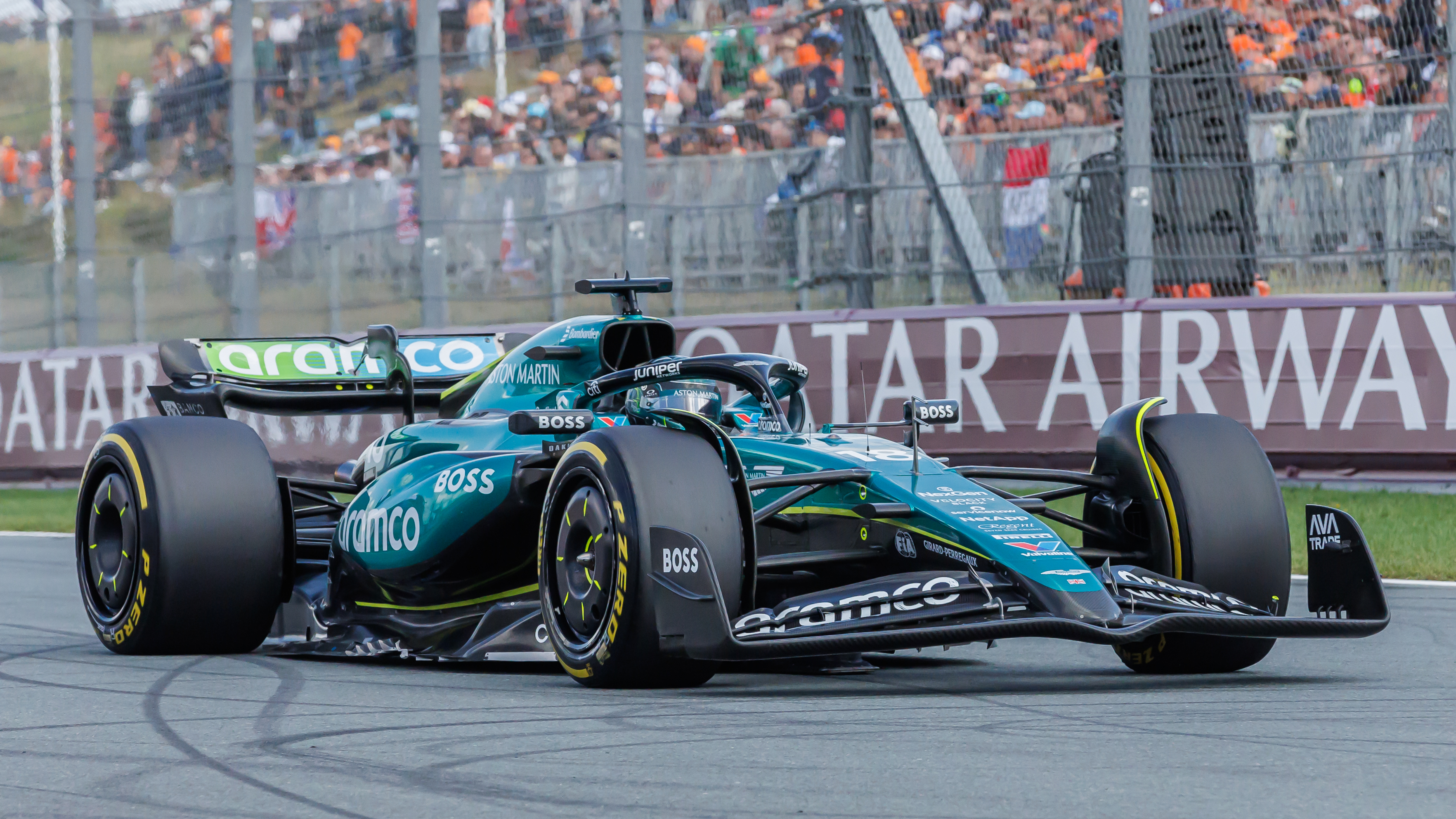
Stroll durante o GP dos Países Baixos de 2024

O ano de 2024 foi mais difícil para Stroll e a Aston Martin, que tiveram uma queda de desempenho. Ele só pontuou em seis das 24 etapas, mas voltou a ter seu melhor resultado na Austrália, embora só tenha conseguido um sexto lugar. Stroll ficou em 13º no campeonato, com 24 pontos. Mais uma vez, ele ficou abaixo de Alonso, que o superou em classificações com o placar de 19 x 5, teve um quinto lugar como melhor resultado e foi mais consistente na zona de pontuação, com o espanhol ficando quatro posições acima do canadense e fazendo quase o triplo de pontos.

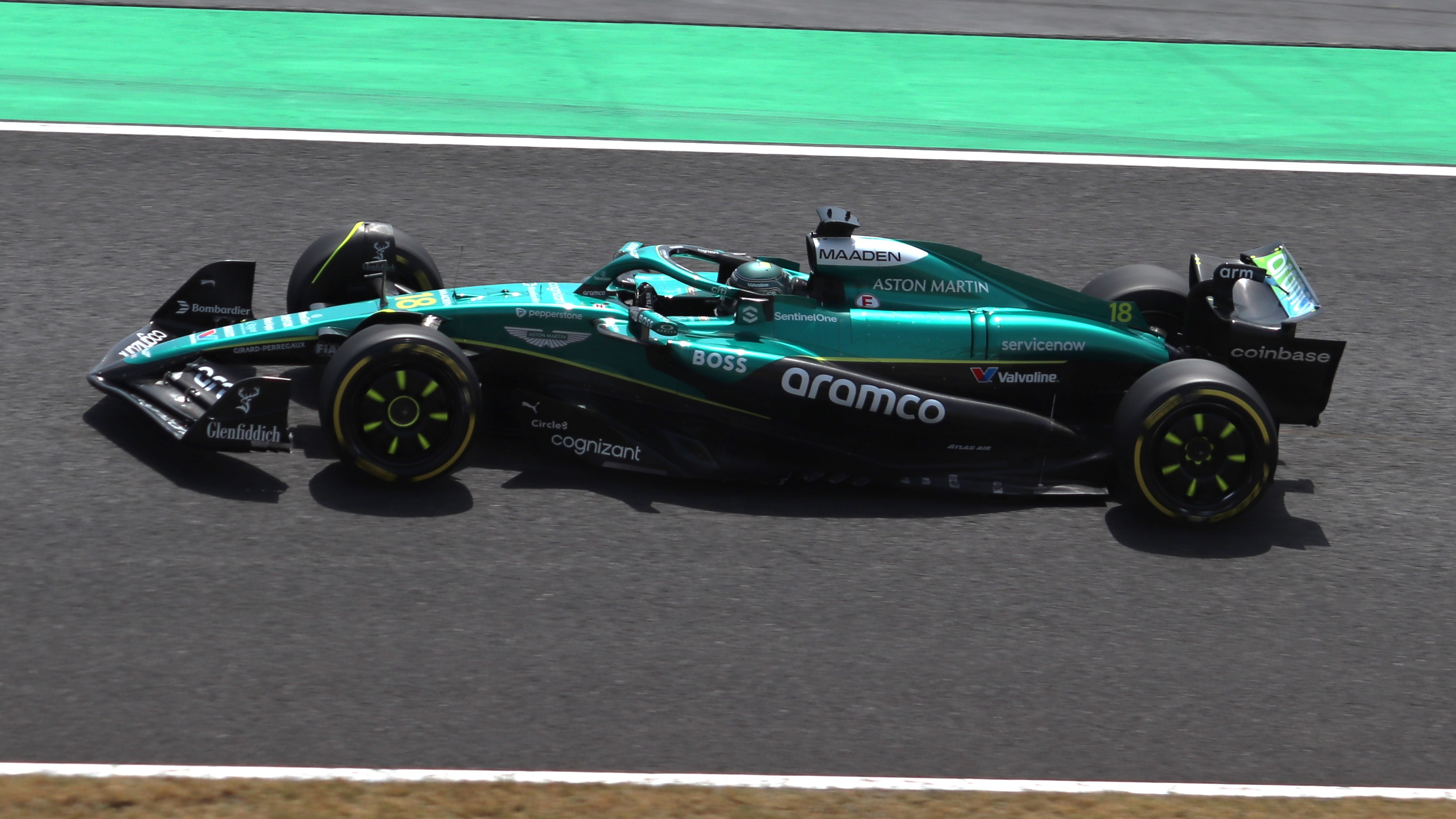
Stroll durante os treinos livres do

Em 27 de junho de 2024, a Aston Martin anunciou que Stroll continuaria correndo com a equipe de Fórmula 1 "para 2025 e além", no que foi anunciado como uma extensão de contrato plurianual com o piloto canadense. Stroll conquistou os primeiros pontos dele e da equipe na rodada da abertura na Austrália, na qual terminou em sexto e comemorou ter feito uma "corrida limpa". Na corrida seguinte, realizada na China, retornou à zona de pontuação ao terminar em nono, se beneficiando das desclassificações de Lewis Hamilton, Charles Leclerc e Pierre Gasly por irregularidades em seus carros. Pontuou novamente na corrida sprint de Miami, quando se classificou em quinto. Mas no geral, Stroll teve que lidar com as dificuldades do seu carro, que colocavam o canadense no fundo do pelotão.
Em 30 de maio de 2025, Stroll anunciou que se ausentaria do GP da Espanha por conta do agravamento da lesão de seu punho sofrida no início de 2023. Por ter participado da classificação, não pôde ser substituído. Stroll havia sido eliminado no Q2 e largaria em 14º, mas a BBC relatou que ele teria se irritado, atacando verbalmente membros da sua equipa e destruindo equipamentos, o que o diretor da Aston Martin, Mike Krack, prontamente negou em entrevista.
O canadense ainda correu risco de ser punido pela FIA por não ter participado da pesagem obrigatória após os treinos, mas acabou recebendo apenas uma advertência. Em documento oficial publicado pela Federação Internacional do Automóvel, é mencionado que Stroll não pôde participar da pesagem obrigatória de imediato por relatar estar com dor e ter ido em busca de ajuda médica, mas que apesar disso, o piloto seguiu com o procedimento assim que pôde.
Stroll passou por cirurgia um dia após o GP da Espanha, e apesar dos rumores de que ele se ausentaria da etapa seguinte, no Canadá, sua presença foi confirmada por ele mesmo e pela equipe. Correndo em casa, o canadense sofreu um acidente durante a segunda sessão de treinos livres, e na corrida, foi punido com dez segundos após tirar Gasly da pista, sendo o décimo sétimo colocado e o último dentre os pilotos que terminaram a prova.

## Marcas
Stroll é detentor de dois recordes como piloto mais jovem na Fórmula 1.
- 2017 Williams - Piloto mais jovem estreante a subir no pódio da Fórmula 1, com 18 anos e 239 dias.
- 2017 Williams - Piloto mais jovem a largar na primeira fila em um GP, com 18 anos e 308 dias.

## Resultados na carreira

### Sumário
| Ano  | Categoria             | Equipe           | Corridas         | Vitórias         | Poles            | V/Rápidas        | Pódios           | Pontos           | Classificação    |
| ---- | --------------------- | ---------------- | ---------------- | ---------------- | ---------------- | ---------------- | ---------------- | ---------------- | ---------------- |
| 2014 | Florida Winter Series | N/A              | 12               | 0                | 0                | 0                | 2                | 0                | —                |
| 2014 | Fórmula 4 Italiana    | Prema Powerteam  | 18               | 7                | 5                | 11               | 13               | 331              | 1º               |
| 2015 | Toyota Racing Series  | M2 Competition   | 16               | 4                | 0                | 1                | 10               | 906              | 1º               |
| 2015 | Fórmula 3 Europeia    | Prema Powerteam  | 32               | 1                | 0                | 0                | 6                | 231              | 5º               |
| 2015 | Fórmula 1             | Scuderia Ferrari | Piloto de testes | Piloto de testes | Piloto de testes | Piloto de testes | Piloto de testes | Piloto de testes | Piloto de testes |
| 2016 | Fórmula 3 Europeia    | Prema Powerteam  | 30               | 14               | 14               | 13               | 20               | 507              | 1º               |
| 2016 | Fórmula 1             | Williams         | Piloto de testes | Piloto de testes | Piloto de testes | Piloto de testes | Piloto de testes | Piloto de testes | Piloto de testes |
| 2017 | Fórmula 1             | Williams         | 20               | 0                | 0                | 0                | 1                | 40               | 12º              |
| 2018 | Fórmula 1             | Williams         | 10               | 0                | 0                | 0                | 0                | 4                | 17º              |

* Temporada em andamento.

### Resultados na Fórmula 1
Legenda: (Corridas em negrito indicam pole position); (Corridas em itálico indicam volta mais rápida)
| Temporada | Equipe                                | Chassis            | Motor                                   | 1       | 2       | 3       | 4      | 5       | 6       | 7       | 8       | 9       | 10      | 11      | 12      | 13     | 14     | 15      | 16      | 17      | 18     | 19      | 20     | 21      | 22     | 23      | 24     | Class. | Pontos |
| --------- | ------------------------------------- | ------------------ | --------------------------------------- | ------- | ------- | ------- | ------ | ------- | ------- | ------- | ------- | ------- | ------- | ------- | ------- | ------ | ------ | ------- | ------- | ------- | ------ | ------- | ------ | ------- | ------ | ------- | ------ | ------ | ------ |
| 2017      | Williams Martini Racing               | Williams FW40      | Mercedes M08 EQ Power+ 1.6 V6 t         | AUS Ret | CHN Ret | BAR Ret | RUS 11 | ESP 16  | MON 15  | CAN 9   | AZE 3   | AUT 10  | GBR 16  | HUN 14  | BEL 11  | ITA 7  | SIN 8  | MAL 8   | JAP Ret | EUA 11  | MEX 6  | BRA 16  | ABU 18 |         |        |         |        | 12.º   | 40     |
| 2018      | Williams Martini Racing               | Williams FW41      | Mercedes M09 EQ Power+ 1.6 V6 t         | AUS 14  | BAR 14  | CHN 14  | AZE 8  | ESP 11  | MON 17  | CAN Ret | FRA 17  | AUT 13  | GBR 12  | ALE Ret | HUN 17  | BEL 13 | ITA 9  | SIN 14  | RUS 15  | JAP 17  | EUA 14 | MEX 12  | BRA 18 | ABU 13  |        |         |        | 18.º   | 6      |
| 2019      | SportPesa Racing Point F1 Team        | Racing Point RP19  | BWT Mercedes 1.6 V6 t                   | AUS 9   | BAR 14  | CHN 12  | AZE 9  | ESP Ret | MON 16  | CAN 9   | FRA 13  | AUT 14  | GBR 13  | ALE 4   | HUN 17  | BEL 10 | ITA 12 | SIN 13  | RUS 11  | JAP 9   | MEX 12 | EUA 13  | BRA 19 | ABU Ret |        |         |        | 15.º   | 21     |
| 2020      | BWT Racing Point F1 Team              | Racing Point RP20  | BWT Mercedes 1.6 V6 t                   | AUT Ret | EST 7   | HUN 4   | GBR 9  | 70 6    | ESP 4   | BEL 9   | ITA 3   | TOS Ret | RUS Ret | EIF NP  | POR Ret | EMI 13 | TUR 9  | BAR Ret | SKR 3   | ABU 10  |        |         |        |         |        |         |        | 11.º   | 75     |
| 2021      | Aston Martin Aramco Cognizant F1 Team | Aston Martin AMR21 | Mercedes M12 E Performance 1.6 V6 t     | BAR 10  | EMI 8   | POR 14  | ESP 11 | MON 8   | AZE Ret | FRA 10  | EST 8   | AUT 13  | GBR 8   | HUN Ret | BEL 20  | PBS 12 | ITA 7  | RUS 11  | TUR 9   | EUA 12  | CMX 14 | SAO Ret | CAT 6  | ARA 11  | ABU 13 |         |        | 13.º   | 34     |
| 2022      | Aston Martin Aramco Cognizant F1 Team | Aston Martin AMR22 | Mercedes M13 E Performance 1.6 V6 t     | BAR 12  | ARA 13  | AUS 12  | EMI 10 | MIA 10  | ESP 15  | MON 14  | AZE 16† | CAN 10  | GBR 11  | AUT 13  | FRA 10  | HUN 11 | BEL 11 | PBS 10  | ITA Ret | SIN 6   | JAP 12 | EUA Ret | CMX 15 | SAO 10  | ABU 8  |         |        | 15.º   | 18     |
| 2023      | Aston Martin Aramco Cognizant F1 Team | Aston Martin AMR23 | Mercedes-AMG M14 E Performance 1.6 V6 t | BHR 6   | SAU Ret | AUS 4   | AZE 78 | MIA 12  | MON Ret | ESP 6   | CAN 9   | AUT 94  | GBR 14  | HUN 10  | BEL 9   | NED 11 | ITA 16 | SIN NP  | JPN Ret | QAT 11  | USA 7  | MXC 17† | SAP 5  | LAS 5   | ABU 10 |         |        | 10.º   | 74     |
| 2024      | Aston Martin Aramco F1 Team           | Aston Martin AMR24 | Mercedes-AMG M15 E Performance 1.6 V6 t | BHR 10  | SAU Ret | AUS 6   | JPN 12 | CHN 15  | MIA 17  | EMI 9   | MON 14  | CAN 7   | ESP 14  | AUT 13  | GBR 7   | HUN 10 | BEL 11 | NED 12  | ITA 19  | AZE 19† | SIN 14 | USA 15  | MXC 11 | SAP NL  | LAS 15 | QAT Ret | ABU 14 | 10.º   | 24     |
| 2025*     | Aston Martin Aramco F1 Team           |                    | Mercedes-AMG                            | AUS 6   | CHN 9   | JPN 20  | BHR 17 | SAU 16  | MIA 165 | EMI 15  | MON 15  | ESP Les | CAN 17  | AUT 14  | GBR 7   |        | HUN 7  | NED     | ITA     | AZE     | SIN    | USA     | MXC    | SAP     | LAS    | QAT     | ABU    | 8º*    | 26     |

Notas
* Temporada ainda em andamento.